# Chase Park
Der Chase Park ist ein 362,26 km² großer Provinzpark im nördlichen Landesinneren der kanadischen Provinz British Columbia, im Peace River Regional District.
Er liegt 70 km nördlich von Germansen Landing in den Omineca Mountains und unmittelbar westlich des Finlay-Arms des Williston Lake. Innerhalb des Parks liegen die Seen Carina Lake und Tomias Lake.
Bei dem Chase Park handelt es sich um einen weitläufigen, sehr abgelegenen Park, der praktisch unberührt ist. Er besitzt keinen direkten Straßenanschluss. Er zeichnet sich durch ein ungestörtes Gebiet mit Mischwäldern und einer hügeligen Berglandschaft, das einen wichtigen Lebensraum für die Chase-Sustut-Waldkaribuherde darstellt, aus.

## Flora und Fauna
Das Ökosystem von British Columbia wird mit dem Biogeoclimatic Ecological Classification (BEC) Zoning System in verschiedene biogeoklimatischen Zonen eingeteilt. Biogeoklimatische Zonen zeichnen sich durch ein grundsätzlich identisches oder sehr ähnliches Klima sowie gleiche oder sehr ähnliche biologische und geologische Voraussetzungen aus. Daraus resultiert in den jeweiligen Zonen dann auch ein sehr ähnlicher Bestand an Pflanzen und Tieren. Innerhalb dieses Systems wird das Parkgebiet mehreren Zone zugeordnet. Den größten Anteil hat die Engelmann Spruce – Subalpine Fir Zone mit zwei verschiedenen Subzonen (ESSFmv3 und ESSFmv4) sowie die Boreal White and Black Spruce Zone (BWBSdk1) und die Spruce – Willow – Birch Zone (SWBmk).